# Felipe Carrillo Puerto (revolutionair)

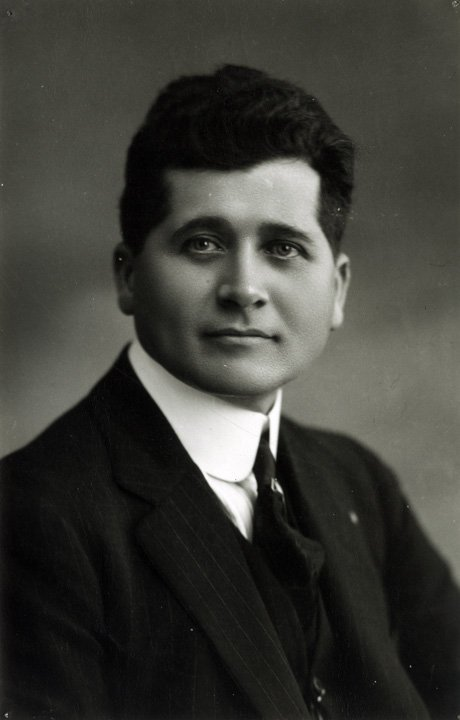
Felipe Carrillo Puerto

Felipe Carrillo Puerto (Motul, 8 november 1874 - Mérida, 3 januari 1924) was een Mexicaans revolutionair en politicus. Van 1922 tot 1923 was hij gouverneur van Yucatán.

## Jonge jaren
Van 1897 tot 1914 streed hij voor de rechten van arbeiders op de sisalplantages van Yucatán. In 1914 doodde hij uit zelfverdediging een man die hem had geprobeerd te vermoorden. Hij vluchtte naar Morelos waar hij zich aansloot bij het Bevrijdingsleger van het Zuiden van Emiliano Zapata.
In 1915 keerde hij terug naar Yucatán, na eerst korte tijd in New Orleans verbleven te hebben. In Yucatán werd hij gevangengezet door gouverneur Salvador Alvarado doch hij werd al snel weer vrijgelaten. Carrillo Puerto sloot zich aan bij Alvarado's Socialistische Partij van Yucatán (PSY), die hernoemd werd tot Socialistische Partij van het Zuidoosten (PSS). Hij klom al snel op tot voorzitter van de PSS. In 1918 was hij voor een maand interim-gouverneur van Yucatán.
In 1919 werd hij gedwongen de politiek te verlaten. Hij was namelijk aanhanger van Álvaro Obregón, die in conflict was geraakt met president Venustiano Carranza. Carrillo Puerto verhuisde naar Mexico-Stad, alwaar hij korte tijd diende in de Latijns-Amerikaanse afdeling van de Communistische Internationale. Toen Obregón in 1920 president was geworden kon hij terugkeren naar Yucatán. Hij werd afgevaardigde in het Yucateekse congres en werd in 1922 voor de PSS tot gouverneur gekozen.

## Gouverneur
Als gouverneur voerde hij een van de grootste landhervormingen door uit de geschiedenis van Mexico. 34.000 boeren kregen dankzij zijn hervormingen een stuk grond. De controle over de sisalexport legde hij in de handen van coöperaties, om zo de macht van grootgrondbezitters en Amerikaanse bedrijven te breken. Minder populair was Carrillo Puerto bij de stedelijke arbeiders. Volgens hen gaf Carrillo Puerto te veel aandacht aan landarbeiders en bovendien waren ze ontevreden met Carrillo Puerto's pogingen hun vakbonden bij de PSS onder te brengen.
In tegenstelling tot veel andere gouverneurs negeerde Carrillo Puerto goeddeels de antiklerikale wetten van de federale overheid en die van zijn voorganger Alvarado. Wel probeerde hij de oude Mayagodsdienst te laten herleven. Hij combineerde kenmerken van de Mayareligie en het socialisme. Carillo Puerto was zelf van deels van Maya-afkomst, volgens geruchten stamde hij af van de Nachi Cocumdynastie die Mayapan geregeerd had. Hij was dan ook begaan met het lot van de Maya's. Hij liet de grondwet van 1917 in het Maya vertalen, zodat de Maya's konden leren wat hun rechten waren. Hij liet de ruïnes van Chichén Itzá en Uxmal opknappen, en liet er wegen naartoe aanleggen, zodat ze gemakkelijker bereikt konden worden door toeristen en wetenschappers. Ook liet hij de eerste universiteit van Yucatán openen.
Carrillo Puerto stond sympathiek ten opzichte van het feminisme. Hij voerde in Yucatán, als eerste staat van Mexico, het vrouwenkiesrecht in. Zijn zuster Elvia Carrillo Puerto werd als eerste vrouw in het Mexicaanse parlement gekozen. Ook verruimde hij de mogelijkheden voor echtscheiding en liet hij klinieken voor geboorteregeling openen.
Tijdens opgravingen van Amerikaanse archeologen in Chichén Itzá leerde hij de Amerikaanse journaliste Alma Reed, met wie hij een liefdesrelatie kreeg. Geruchten over hun relatie boden een dankbaar onderwerp voor de roddelpers in zowel Mexico als de Verenigde Staten. Om met haar te trouwen scheidde hij van zijn eerste vrouw, tot ontsteltenis van conservatief Yucatán. Hun relatie diende tot inspiratie voor het Mexicaanse liefdeslied La Peregrina.

## Dood en nalatenschap
Toen eind 1923 de opstand van Adolfo de la Huerta uitbrak werd Carillo Puerto, bondgenoot van de zittende president Álvaro Obregón, gedwongen te vluchten. Toen hij op het punt stond Yucatán per boot te verlaten werd hij verraden en opgepakt door troepen van delahuertista kolonel Broca. Carillo Puerto werd samen met een aantal broers en vrienden na een schijnproces ter dood veroordeeld. Alle soldaten van het vuurpeloton schoten echter opzettelijk mis, omdat ze hun gouverneur niet wilden doden. Broca gaf de opdracht deze soldaten neer te schieten, en ten slotte werd Carillo Puerto te midden van hun lichamen gefusilleerd. Naar verluidt waren zijn laatste woorden "¡No abandonéis a mis indios!" (Laat mijn indianen niet in de steek!)
Het is lastig om een ideologie op Carrillo Puerto vast te pinnen, vooral omdat hij weinig politieke geschriften heeft nagelaten. Het ontbreken van een duidelijke ideologie heeft hem waarschijnlijk eerder populairder gemaakt dan benadeeld. Zijn ideologie kan het best omschreven worden als een mengeling van liberalisme, communisme en anarchisme. Personen die zijn politieke denken hebben beïnvloed zijn Emiliano Zapata, Benito Juárez en Roberto Haberman.
Na zijn dood werd hij binnen de PSS als held beschouwd. De carrillistas zagen hem als martelaar van het socialisme, die om het leven was gebracht door kapitalisten. In de decennia na zijn dood ontstond een heuse cultus rond Carrillo Puerto en La Peregrina groeide uit tot een revolutionair strijdlied. Zijn sociale hervormingen maakten een definitief einde aan de arbeidstoestanden ten tijde van het Porfiriaat. Conservatieven waren minder over hem te spreken, ze zagen hem als een zeden- en goddeloze caudillo.
De stad Felipe Carrillo Puerto in Quintana Roo, het voormalige Chan Santa Cruz, is naar Carrillo Puerto genoemd. Zijn geboorteplaats Motul heet tegenwoordig Motul de Carrillo Puerto. In 1927 werd hij door de staatsoverheid van Yucatán tot Benemérito de Yucatán (weldoener van Yucatán) benoemd. Zijn geboortehuis in Motul is tegenwoordig een museum.
- Bibliothèque nationale de France: cb12360005x (data)
- Gemeinsame Normdatei: 119024969
- International Standard Name Identifier: 0000 0000 7860 9853
- Library of Congress Control Number: n82056842
- Nederlandse Thesaurus van Auteursnamen: 133910458
- SNAC: w6hq4k08
- Système universitaire de documentation: 122006291
- Virtual International Authority File: 190144783046725423804
- WorldCat: E39PBJqk7QBwcP6WWF3jRHqmh3